# Пізня латина
Пізня латина (лат. Latinitas serior) — наукова назва форми літературної латини пізньої античності. В англійських словниках визначення пізньої латинської мови датується з III по VI ст. н. е. і продовжується в VII ст. на Піренейському півострові. Цей дещо неоднозначно визначений варіант латини використовувався між епохами класичної та середньовічної латини. Вчені не погоджуються, коли саме повинна закінчитися класична латина та початися середньовічна. 
Будучи письмовою мовою, пізня латина не є тотожною вульгарній латині. Остання послужила прабатьком романських мов. Хоча пізня латинська мова відображає сплеск використання вульгарної латинської лексики та конструкцій, вона залишається класичною за своїми загальними рисами, залежно від автора, який її використовує. Деякі пізньолатинські твори є більш літературними та класичними, але інші більш схиляються до народної мови. Крім того, пізня латина не є ідентичною християнській патристичній латині, яка використовувалася в богословських працях ранніх християнських богослужителів. У той час як християнські твори використовували частину пізньої латини, язичники також багато писали пізньолатинською мовою.
Пізня латина утворилася, коли велика кількість нелатинськомовних народів на кордонах імперії поглиналася й асимілювалася, а піднесення християнства вносило посилений розкол у римське суспільство, створюючи більшу потребу в стандартній мові для спілкування між різними соціально-економічними верствами та широко відокремленими регіонами розгалуженої імперії. Нова, більш універсальна мова, розвинулась із основних елементів: класичної латині, християнської латині, якою мали звертатися до людей, і всіх діалектів вульгарної латини.

Лінгвіст Антуан Мейє писав:
«Попри те, що зовнішній вигляд мови не сильно змінювався, латина стала в ході імперської епохи новою мовою... Виконуючи функцію свого роду lingua franca для великої імперії, латина прагнула стати простішою, щоб зберегти, перш за все те, що вона мала від початку».

## Філологічні конструкції

### Пізня та посткласична латина
Походження пізньої латинської мови залишається невизначеним. В повідомленні від New Monthly Magazine Harper про публікацію Лексикону латинської мови Ендрюса Фройнда сказано, що словник поділяє латину на докласичну, повністю класичну, цицеронівську, августівську, поставгустівську та посткласичну або ж пізню латину, що вказує на те, що термін уже був у професійному використанні англійськими класицистами на початку XIX століття. Використання цього терміна в англійській мові також можна знайти у XVIII столітті. Термін «Пізня античність», що означає посткласичний і досередньовічний період, був поширений в англійській мові задовго до того.

### Імперська латина
Перше видання «Історії римської літератури» Вільгельма Сигізмунда Тейфеля визначило ранній період, Золота доба та Срібна доба. У наступних виданнях він об’єднав усі періоди під трьома заголовками: Перший період (старолатинська мова), Другий період (Золота доба) і Третій період (Імперська доба), що включав Срібний період, який був пов'язаний з пізньою латиною, оскільки він іноді називає письмена тих часів «пізніми». 
Немає чіткого визначення початку і кінця імперської латини. В Італії VI століття Західної Римської імперії більше не існувало, і переважало правління готських королів. Згодом історики латинської літератури відмовилися від терміна «імперська латина». Срібна доба ж була продовжена на одне століття, і наступні чотири століття використовували пізню латину.

### Низька латина

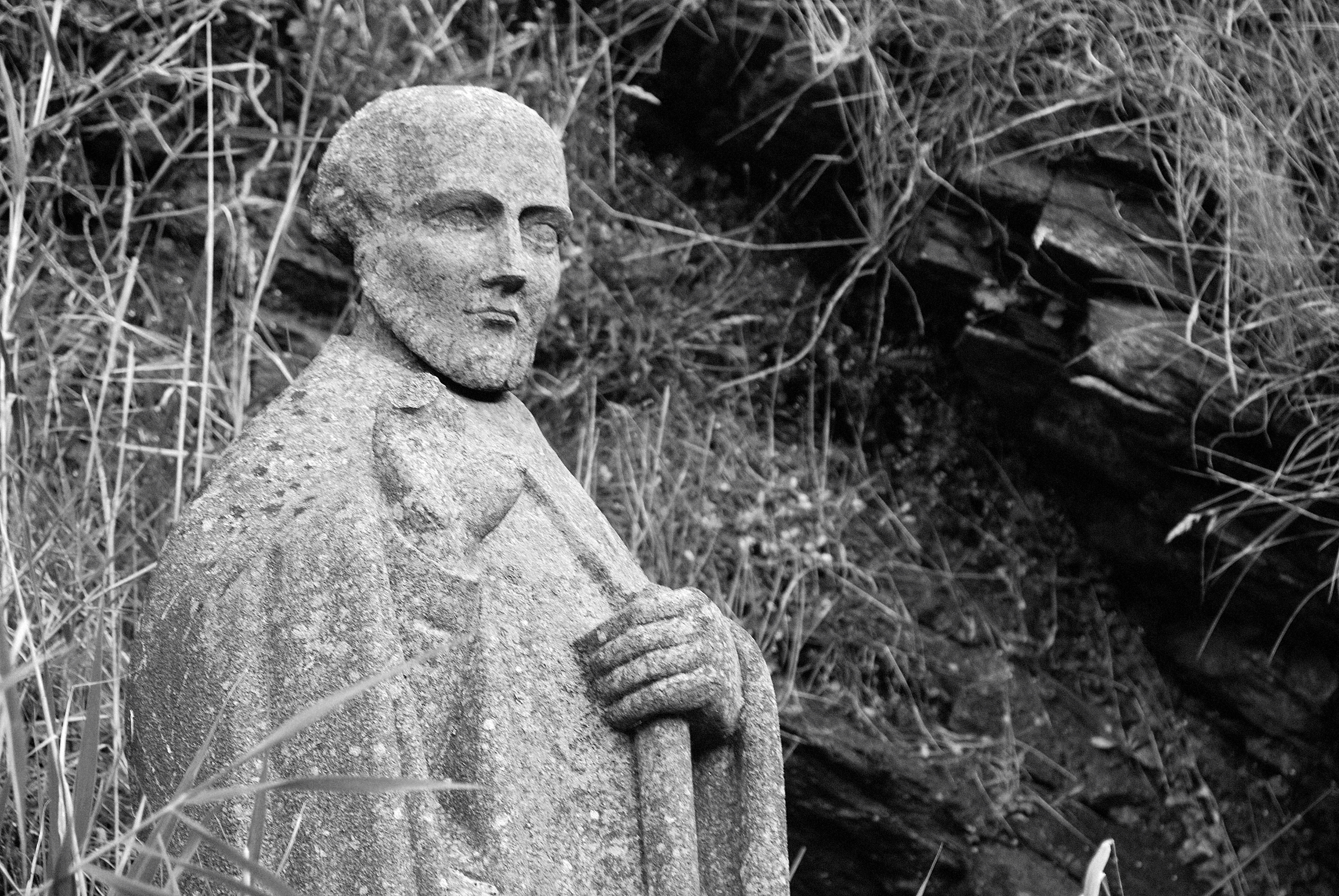
Сент-Гільдас, один із пізніх латинських авторів.

Низька латина — це розпливчастий і часто зневажливий термін, який стосується як пізньої латини, так і латини епохи Відродження, залежно від автора. Його походження невідоме, але латинський вислів media et infima Latinitas став відомим у 1678 році в назві глосарію Шарля дю Френа, сьє дю Канжа. Невизначеність полягає в розумінні того, що media «середній» і infima «низький», означають у цьому контексті.
Перехід між пізньолатинською та середньовічною латиною зовсім не легко оцінити. Вважаючи, що media et infima Latinitas був окремим стилем, Мантелло в нещодавньому довіднику стверджує про «латинську мову, яка використовувалася в середньовіччя», що «тут вона тлумачиться широко, включаючи пізню античність, а отже, поширюється у період з 200 до 1500 р. н.е.». Хоча визнаючи «пізню античність», він заперечує існування пізньої латини.